# Glossobalanus ruficollis
Glossobalanus ruficollis is een diersoort in de taxonomische indeling van de Hemichordata. Het dier behoort tot het geslacht Glossobalanus en behoort tot de familie Ptychoderidae. De wetenschappelijke naam van de soort werd voor het eerst geldig gepubliceerd in 1899 door Willey.